# Centella
Centella es un género de fanerógamas perteneciente a la familia  Apiaceae. Comprende 77 especies descritas y de estas, solo 54 aceptadas.

## Descripción
Son hierbas perennes, rastreras, ligeramente suculentas y esencialmente glabras, con raíces en los nudos. Hojas ovado-cordadas, 2–10 cm de largo y 0.8–9 cm de ancho, ápice obtuso, enteras o repandas, glabras o ligeramente pubescentes. Inflorescencias umbelas simples, largamente pedunculadas, con 2 o 3 flores, el involucro con 2 hojas, flores blancas o matizadas de rosado; cáliz obsoleto; pétalos orbiculares con el ápice inflexo y delgado; estilopodio ausente; carpóforo entero. Fruto orbicular a más ancho que largo, 2–5 mm de diámetro, fuertemente aplanado lateralmente, mericarpos 7–9-acostillados y conspicuamente reticulados, endocarpo leñoso, vitas ausentes.

## Taxonomía
El género fue descrito por Carlos Linneo y publicado en Species Plantarum, Editio Secunda 2: 1393. 1763. La especie tipo es: Centella villosa L.

## Especies seleccionadas
| - Centella affinis - Centella annua - Centella arbuscula - Centella asiática - Lista completa de especies |